# GVV Velocitas in het seizoen 1957/58
Het seizoen 1957/1958 was het derde jaar in het bestaan van de Groninger betaaldvoetbalclub Velocitas. De club kwam uit in de Tweede divisie A en eindigde daarin op de 11e plaats. Tevens deed de club mee aan het toernooi om de KNVB beker, hierin werd in de vierde ronde verloren van Rheden (1–4).

## Wedstrijdstatistieken

### Tweede divisie B
|       | Be Quick | Enschedese Boys | Go Ahead | Heerenveen | Heracles | N.E.C. | Oldenzaal | Oosterparkers | PEC   | Rheden | Tubantia | Veendam | Zwartemeer | Zwolsche Boys |
| ----- | -------- | --------------- | -------- | ---------- | -------- | ------ | --------- | ------------- | ----- | ------ | -------- | ------- | ---------- | ------------- |
| Thuis | 1 – 2    | 1 – 2           | 1 – 3    | 2 – 1      | 2 – 4    | 3 – 0  | 2 – 0     | 1 – 0         | 2 – 1 | 0 – 1  | 2 – 2    | 3 – 1   | 3 – 3      | 2 – 2         |
| Uit   | 3 – 3    | 3 – 1           | 2 – 1    | 1 – 0      | 1 – 0    | 2 – 0  | 4 – 1     | 2 – 4         | 2 – 4 | 2 – 2  | 4 – 2    | 2 – 2   | 1 – 1      | 5 – 2         |

### KNVB beker
| 1e ronde                                                           | Appingedam                                                    | 0 – 4 (0 – 2) | Velocitas                                                           |
| 26 december 1957 Plaats: Appingedam Burgemeester Wellemansportpark |                                                               |               | Evert Drommel Klaas van der Veen Evert Westerdiep –' (e.d.) Bé Zuur |
| 2e ronde                                                           | Rigtersbleek                                                  | 0 – 2 (0 – 0) | Velocitas                                                           |
| 30 april 1958 Plaats: Enschede Heekstraat                          |                                                               |               | 78', 81' Klaas van der Veen                                         |
| 3e ronde                                                           | Velocitas                                                     | 5 – 3 (1 – 0) | Heerenveen                                                          |
| 21 mei 1958 Plaats: Groningen Stadspark                            | Klaas van der Veen 30', 52', 60', 87' Sicco Kuiper 50' (e.d.) |               | 67' Piet Fleur Sikke Venema 90' Germ Hofma                          |
| 4e ronde                                                           | Velocitas                                                     | 1 – 4 (0 – 1) | Rheden                                                              |
| 7 juni 1958 Plaats: Groningen Stadspark                            | Klaas van der Veen 49'                                        |               | 6' Piet Wijnolts 53', 82' Ap Bosveld Ben Zweers                     |

## Statistieken Velocitas 1957/1958

### Eindstand Velocitas in de Nederlandse Tweede divisie B 1957 / 1958
| Stand | Gespeeld | Gewonnen | Gelijk | Verloren | Punten | Doelpunten voor | Doelpunten tegen |
| ----- | -------- | -------- | ------ | -------- | ------ | --------------- | ---------------- |
| 11e   | 28       | 8        | 7      | 13       | 23     | 48              | 56               |

### Topscorers
| #                | Naam                     | Goal |
| ---------------- | ------------------------ | ---- |
| 1.               | Klaas van der Veen       | 20   |
| 2.               | Evert Drommel            | 6    |
| 3.               | Piet Eimers              | 5    |
| 3.               | Evert Westerdiep         | 5    |
| 5.               | Jan Koolman              | 2    |
| 5.               | Henk Medema              | 2    |
| 5.               | Marinus de Vries         | 2    |
| 5.               | Jan Willems              | 2    |
| 9.               | Chris Metus              | 1    |
| 9.               | Harm Sloots              | 1    |
| Eigen doelpunten |                          |      |
| –                | Piet van Mourik (Rheden) |      |
| –                | Max Rosies (Veendam)     |      |
| Totaal           | Totaal                   | 48   |

| #                | Naam                      | Goal |
| ---------------- | ------------------------- | ---- |
| 1.               | Klaas van der Veen        | 8    |
| 2.               | Evert Drommel             | 1    |
| 2.               | Evert Westerdiep          | 1    |
| Eigen doelpunten |                           |      |
| –                | Sicco Kuiper (Heerenveen) | 1    |
| –                | Bé Zuur (Appingedam)      | 1    |
| Totaal           | Totaal                    | 12   |